# Кам'яниця Тумановичів
Кам'яниця Тумановичів (конскрипційний № 143) — житловий будинок XVIII століття, розташований в історичному центрі Львова, на вулиці Вірменській під № 18. Занесений до Реєстру пам'яток архітектури і містобудування України національного значення з охоронним номером 1254.

## Історія
Будинок зведений у XVIII столітті на місці двох старіших будинків. Перший з них у 1630—1640 роках належав С. Григоровичу, у 1650—1668 і 1673—1683 роках — родині Івашкевичів, у 1668—1672 роках був відомий під назвою кам'яниця Пйотровичівська. Другий належав у 1630—1640 роках К. Романовичу, у 1641—1767 роках — родині Томановичів (Тумановичів).
У другій половині XIX століття та на початку XX століття відбулася реконструкція будинку з влаштуванням двох магазинів з окремими входами на першому поверсі. До 1968 року входи були частково закладені з облаштуванням вікон для утворення на фасаді першого поверху двох житлових квартир, що з часом були об'єднані в одну. Згодом, в результаті реставраційних робіт, фасадну квартиру на першому поверсі переведено назад в нежитловий фонд та відновлено окремі входи до комерційних приміщень першого поверху. Згідно повідомлення Управління історичного середовища Львівської міськради дані роботи виконувались згідно проєкту реставрації затвердженого у 2017 році. 
У 1871—1889 роках власником будинку значився Герш Бодек, у 1916 і 1934 роках — Альфред Бодек.
У 1883 році тут мешкав швець Броніслав Островський (він також згадується як мешканець будинку у 1900 році) та щіткар Болінський.
Щонайменше з 1897 року в будинку знаходилось бюро ритуальних послуг Генрика Гешофа (працювало принаймні до 1912 року).
У 1897 році в будинку жили: власник маєтків Іван Ожебловський, урядник намісництва Йозеф Хеймрот, податковий урядник Михайло Кияновський, капіталістка Марія Апфель, підприємець каменолому Оскар Кшечковський, купець Мозес Баллабан, вчитель Михайло Качмар, вчителька Броніслава Сулімерська, бухгалтер Бенжамін Ігель, пенсіонерка Катерина Хробакова, пенсіонерка Йозетта Смальська.
В 1900 році в будинку проживали: купець Мендель Бодек, Катерина Грабак (можливо це згадана вище Катерина Хробакова).
У 1910 році тут знаходилась друкарня Йозефа Лукашевича, музична школа Максиміліана Маркуса, бюро ритуальних послуг Розалії Здонь та мешкали: антиквар Соломія Бодек (щонайменше до 1912 року), власник кав'ярні Філіп Вайс (щонайменше до 1912 року), купець Лісса Кеслер, реставратори Єжи Кірш та Леон Мюнти, акушерка Пауліна Чемерис, акушерка Антоніна Лудзь, інтролігатор Мар'ян Гадач, масажист Теодор Віняж, машиніст Йозеф Павліковський, купець Самуель Росснер, кельнер Кристіан Брейтмаєр, садівник Францішек Соболевський, акушерка Гізельт Салі (щонайменше до 1912 року), вдова по інженеру Крайовому виділу Галицького крайового сейму Марія Яворник (щонайменше до 1912 року), кравчиня Сабіна Крейнер (щонайменше до 1912 року), бухгалтер Саломон Роснер (щонайменше до 1912 року), Марія Білецька, Анна Денека, Юліан Шевчук, Антоній Завадка.
1912 року у будинку містилося ательє Юліана Патліковського зі складом шкіри..
За часів Польської республіки у будинку розташовувався магазин ритуальних товарів Здоу.
Станом на 1916 рік в будинку мешкали швець Андрій Білік, акушерка Регіна Бик.
Протягом 2004—2016 років на першому поверсі містилася приватна нотаріальна контора Ольги Юркової. Також з 2004 року до 2017 року розташовувалось адвокатське об'єднання «Солдатенко, Лукашик та партнери».

### Сьогодення
Кам'яниця входить до Реєстру пам'яток архітектури національного значення (охоронний № 1254). Будинок житловий з комерційними приміщеннями на першому поверсі: магазини, ресторан.

## Опис кам'яниці
Кам'яниця Тумановичів — це триповерховий П-подібний у плані цегляний будинок, який складається з двох двохдільних кам'яниць, поєднаних в один будинок з двома вхідними брамами по краях. Фасад завширшки у п'ять вікон (вікна на центральній осі замуровані), симетричний, рустований. Основний композиційний акцент фасаду створюють вертикальні масивні лопатки на рівні другого-третього поверхів, що спираються на чотири кам'яні консолі. Вікна прямокутні, на другому поверсі прикрашені прямими сандриками.
Уздовж тильного фасаду тягнуться балкони-галереї. У дворі розташовані два флігелі.
У пивницях та сінях збереглися циліндричні склепіння з боковими розпалубками, що відносяться до XVIII століття, та рештки кам'яного обрамлення.

## Галерея

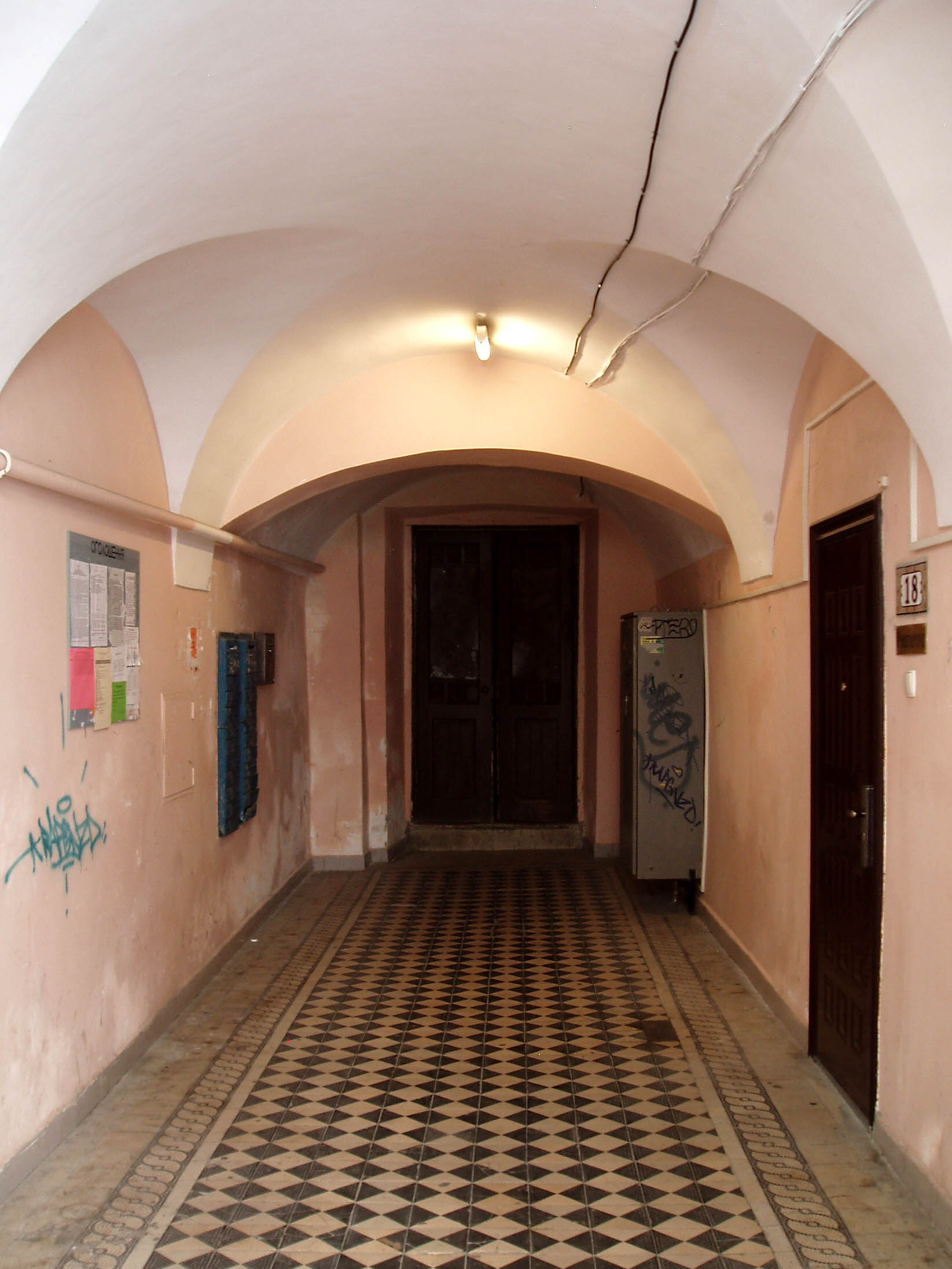
Склепіння в сінях
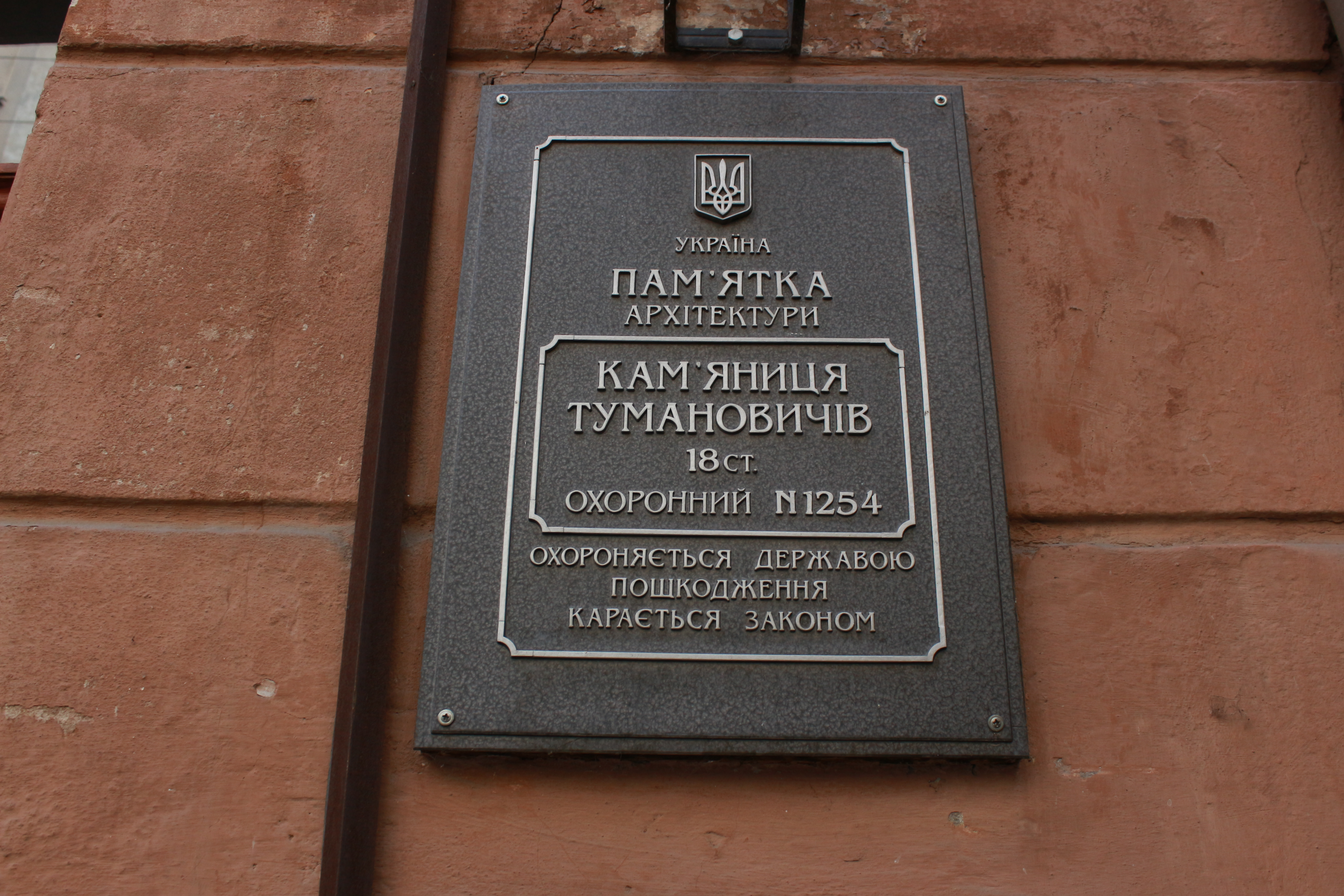
Охоронна табличка
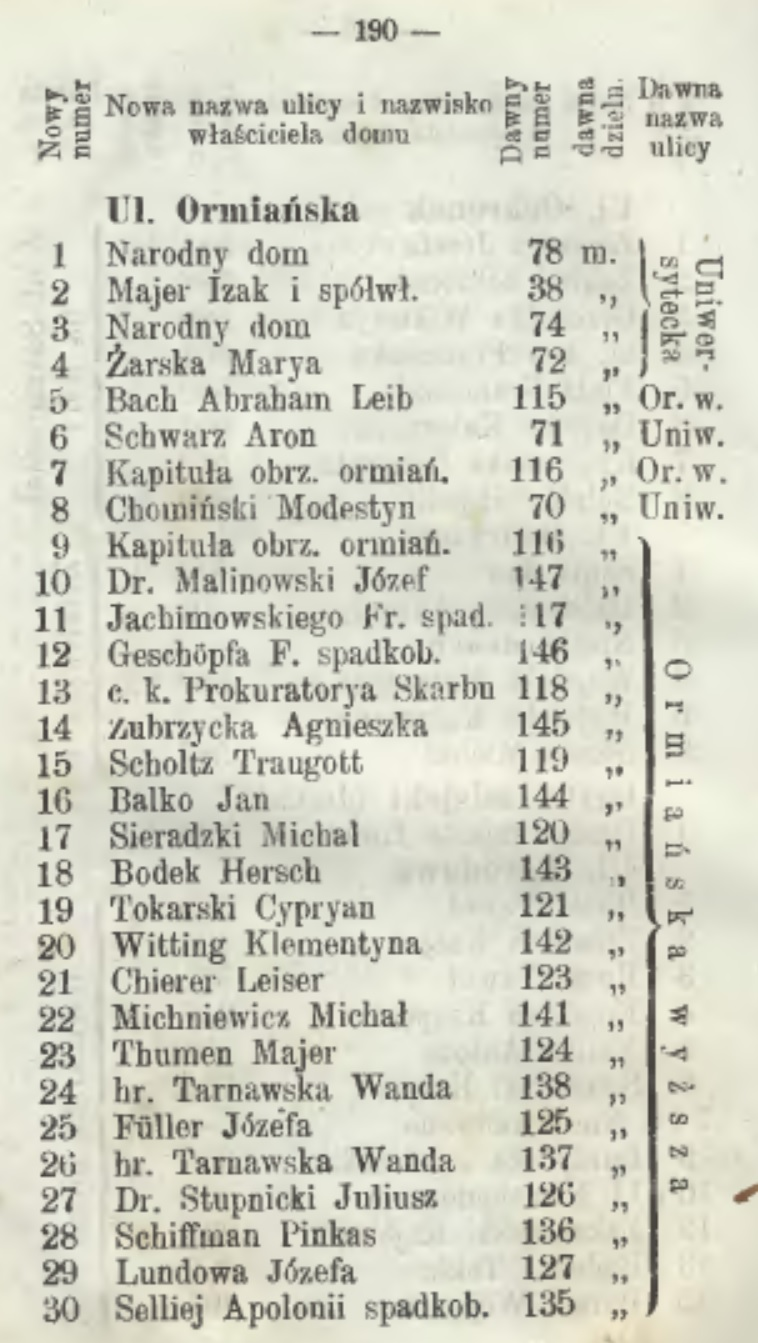
Список власників, 1872р.